# Svetvinčenat
Svetvinčenat (tal. Sanvincenti, čakavsko Savičenta, ili Savicjenta) je općina na zapadu Hrvatske. Nalazi se u Istarskoj županiji.

## Administrativna podjela
U sastavu općine Svetvinčenat nalaze se 22 naselja:
| - Bibići (Bibici) - Bokordići (Boccordi) - Boškari (Boscari) - Brhanići (Bercani) - Bričanci (San Bricio) - Butkovići (Butcovici) - Cukrići (Zuccari) - Čabrunići (Zabroni) - Foli (Folli) - Juršići (Roveria) - Kranjčići (Cranzetti) - Krase (Crasse o Marchetti) | - Pajkovići (Paicovi) - Peresiji (Peresio) - Pusti (Radigosa) - Raponji (Rapogni) - Režanci (Resanci) - Salambati (Salambati) - Smoljanci (Smogliani) - Stancija Malusa (Stanzia Malusa') - Svetvinčenat (Sanvincenti) - Štokovci (Stocozzi) - Tofulini (Toffolini) |

## Zemljopis
U središtu južnog dijela Istre na pola puta Pazin-Pula, uz cestu koja spaja unutrašnjost s jugom poluotoka, položen je gradić. Na krševitoj visoravni okružen šumama, pašnjacima i vinogradima, sa svojim kaštelom, crkvama i zvonikom smjestio se Svetvinčenat. 
Područje općine Svetvinčenat obuhvaća u cijelosti katastarske općine: Svetvinčenat, Smoljanci, Bokordići, Juršići i Štokovci, te dijelove katastarskih općina Vodnjan i Filipana.
Područje općine čini devetnaest statističkih naselja: Bibići, Bokordići, Boškari, Bričanci, Butkovići, Cukrići, Čabrunići. Foli, Juršići, Krančići, Pajkovići, Peresiji, Pusti, Rapanji, Režanci, Salmabati, Smoljanci i Svetvinčenat, koje se sastoji od pedeset i pet građevnih područja naselja. Ostali dio naselja koji se ne ubrajaju u statistička naselja sadrže izdvojeni dijelovi naselja poput Sv. Kirina, Bankovića, Brščića, Ferlina.
Općinu Svetvinčenat možemo, po mnogim pokazateljima, smatrati tipičnim područjem tzv. «Crvene Istre», odnosno središnjeg istarskog ravnjaka, s reljefom blage dinamike i bez istaknutih morfoloških jedinica (cjelina), ali s brojnim krškim fenomenima (jamama, vrtačama, lokvama, kamenjarima).

## Stanovništvo
| broj stanovnika | 2578  | 3174  | 3083  | 3230  | 3681  | 4136  | 4091  | 4517  | 4067  | 3861  | 3556  | 2773  | 2345  | 2204  | 2218  | 2202  | 2179  |
|                 | 1857. | 1869. | 1880. | 1890. | 1900. | 1910. | 1921. | 1931. | 1948. | 1953. | 1961. | 1971. | 1981. | 1991. | 2001. | 2011. | 2021. |

| broj stanovnika | 397   | 489   | 509   | 594   | 623   | 699   | 536   | 583   | 484   | 456   | 456   | 344   | 319   | 301   | 271   | 267   | 245   |
|                 | 1857. | 1869. | 1880. | 1890. | 1900. | 1910. | 1921. | 1931. | 1948. | 1953. | 1961. | 1971. | 1981. | 1991. | 2001. | 2011. | 2021. |

## Uprava
Načelnik općine je Dean Perković (IDS). Predsjednik 13-članog Općinskog vijeća je Mauricio Macan (IDS).

## Povijest
Svetvinčenat, Savičenta, San Vincenti, tri naziva istog mjesta, kojima je polazište u imenu zaštitnika, hispanskog mučenika sv. Vincencija i istoimenoj opatiji oko koje se razvio gradić.
"Odtu idoše ravno putem ki gre z Montmorana v Savičentu, i po pute mnoge križe va kamikeh visekoše, i tako gredući po stareh zlamenjah različna i tu čekahu ... od svetog Vincenca opatije, župan Faško, Adam i Žil i vas komun.
I vsi rekoše i potvrdiše da se pravo ondi svršuju četiri termeni od razvod meju nimi i Vodnanski s Guranom i savičenski, goločanski i barbanski. I tu pokazaše četiri zlamenja na kamikeh visečini i ondi pokazaše komun goločanski list ki biše pisan na prvih razvodnih let božih 1025..."
Tako čitamo u jednoj od starih listina u kojima se spominje Savičenta. Istarski razvod, vjerojatno iz godine 1325., pisan na hrvatskom jeziku glagoljskim pismom, na njemačkom jeziku i latinskom, opisuje pohod povjerenstva akvilejskog patrijarha i porečko-pazinskog kneza Alberta IV. po Istri, u svrhu uređenja granica i međa. I danas se vide križi visečeni na velikim kamenovima na granici župe, stoljeća ih nisu izbrisala. Istim putem kojim su išli i starci možemo obići komun savičenski.
Još ranije, godine 1178. papa Aleksandar III. potvrđuje porečkim biskupima, uz druge crkve, ujedno i crkvu sv. Vicenta s njenim kapelama. Ali već oko 200 godina prije toga, jedan dokumenat iz 965. spominje vlast porečkih biskupa nad Savičentom.
Starijih zapisa o Savičenti nema. Možemo se samo domišljati tko su bili prvi doseljenici na ovom u ono vrijeme osamljenom mjestu, posred velikih hrastovih šuma, na visoravni između teritorija Barbana, Gočana, Žminja, Dvigrada, Bala i Vodnjana.
Počeci Svetvinčenta najčešće se vežu uz benediktince iz Ravenne, čija se jedna zajednica u 6. stoljeću naselila na tom prostoru bogatom drvom, unutar feuda Sv. Apolinara. 
Vrijedni benediktinci su, pionirski prokrčivši šume, obrađivali crvenu zemlju, sagradili nastambu i crkvu, te tako privukli prve naseljenike. 
Medu visokim čempresima koji skrivaju najstariju sačuvanu svetvinčensku građevinu i danas šumi njihovo staro geslo Ora et labora (moli i radi).
To je područje bilo, kao što je i danas, bez vodenih tokova, pa je opatija podignuta u blizini jedne lokve koja je isušena tek prije nekoliko godina (Suhaća). 
Područje je dobilo na važnosti i kao granica između triju biskupija: porečke, pulske i pićanske. 
Nakon više stoljeća bizantske, langobardske i franačke vlasti čini se da je Svetvinčenat pripadao porečkom biskupu unutar jednog složenog okvira nadležnosti akvilejskog patrijarhata. Biskupsko vlasništvo bilo je više puta potvrđivano počevši od isprave cara Otona II. iz 983.  
Upravnu i sudsku vlast u Svetvinčentu vršili su laici koji su se kao feudalci miješali u porečku biskupsku menzu u okviru složenih gospodarskih transakcija, koje su bile uzrokom, a istovremeno i potvrdom političke moći prvih ljudi toga područja. U toj su perspektivi zapinjali odnosi između porečkog biskupa i akvilejskog patrijarha, te goričkih grofova i obitelji Sergijevaca iz Pule, kasnije prozvanih Castropola, i obitelji Morosini della Sbarra iz Venecije.   
Formalnom investiturom Bonifacija - potomka obitelji Nascinguerra Castropola, koju je obavio porečki biskup 1280. godine, ovi su postali i de iure gospodari feudalnog dobra Svetvinčenta ( u ono vrijeme obitelj Sergijevaca iz Pule bila je na vrhuncu moći usprkos rastućem mletačkom utjecaju, njihovo gospodarstvo obuhvaćalo je veći dio južne Istre).
Zaplet između obitelji Castropola i Morosini nastavio se i dalje, usprkos prijelazima svetvinčentinskog područja drugim nadarbenicma. 
Nakon diobe feuda na pola, titulari postaju Fulcherio i Andriolo Castropola, dok druga polovica 1388. godine dolazi u ruke plemića Krotendorf, nadarbenika Alberta vojvode od Austrije. 
Padom svjetovne vlasti patrijarha 1420. godine dolazi i do preraspodjele posjeda na području Istre i 1460. godine odlučeno je da se nasljednici Krotendorfovih moraju odreći svoje polovice u korist porečkog biskupa. Ovaj se pobrinuo da taj dio ponovno preda jednom potomku obitelji Castropola, Nascinguerri. Tako je Svetvinčenat opet došao pod upravu zastupnika Castropola, Paola Nascinguerre (8. listopada 1460.). 
Godine 1464. postao je porečkim biskupom Francesco Morosini, koji je u svojoj osobi ujedinio feudalna prava biskupske menze na Svetvinčenat. Ovaj je poslije smrti Paola Castropole, koji je umro bez nasljednika, uveo u njegovu feudalnu polovicu jednog svog rođaka - Paola Morosinija, te će nakon toga Morosinijevi zadobiti pravo korištenja titule nad feudom. Oni će uspjeti zadržati titulu usprkos preuranjenim smrtima i zahvaljujući igri ženidbenih veza. 
Nakon izumiranja mletačke loze Paola Morosinija u manje od dvadeset godina, investituru Pietra, njegova nećaka po sestri, osporio je porečki biskup Giorolamo Campegia (1516. – 1533.) koji je zahtijevao predaju feuda biskupskoj menzi. Spor koji je iz toga nastao zaključen je u Rimu 23. siječnja 1524. godine jednom transakcijom kojom je porečkom biskupu priznato izvorno pravo, a pravo korištenja obitelji Morosini. 
Plodovi feuda morali su se dijeliti na pola, kao što se na pola moralo dijeliti plaćanje naknade donositelju presude. Od tada je feudalac jednako kao i biskup bio dužan četvrtinu desetina davati crkvi Svetvinčenta. 
Biskup Campegio je nadalje dodijelio zbornoj crkvi Svetvinčenat četvrti dio svoje polovice, protiv imenovanja kanonika, dok je imenovanje nadžupnika otada dogovarano s feudalcima Svetvinčenta. 
Iste je godine Pietro Morosini izdao stanovništvu pismeni Statut, koji su proširivali njegovi nasljednici, a kroz tri stoljeća je uređivao svakodnevni život Svetvinčenta. 
Godine 1547. Andrea, sin Pietra Morosinija, koji ga je naslijedio u upravljanju feudom, umro je bez muških potomaka, te je tako nasljedstvo predviđeno i za žensku lozu, mogla voditi udovica Chiara dotle dok, zahvaljujući udaji njezinih dviju kćeri za braću Marina i Aloroa Grimani, ogranka di San Luca, feud Svetvinčenta nije prešao, kao miraz, obitelji Marina Grimanija 1585. godine. 
Feudalna jurisdikcija ostala je u rukama obitelji Grimani do pada Mletačke Republike 1797.
Prestankom mletačke i dolaskom Napoleonove vlasti, Svetvinčentom je upravljao delegat, ali taj više nije imao sudsku vlast. 
Po prestanku feudalne jurisdikcije područje Svetvinčenta iskusilo je prvu austrijsku upravu sve do 1805. godine, nakon toga francusku upravu pod Kraljevinom Italijom, nasljednicom republike s ove strane Alpa, do 1810. godine, da bi nakon toga pripao području Ilirskih Provincija do 1813. godine kada je ponovno prešao u sastav austrijskog carstva i u njemu ostao do svršetka Prvog svjetskog rata. 
U tom razdoblju neprekidnih smjenjivanja država i područje Svetvinčenta bilo je ponovno zahvaćeno pošasti razbojništva. 
Također, zaoštrilo se suparništvo između obitelji naseljenih u mjestu i onih naseljenih po selima. Austrija je naime privilegirala bolje stojeće obitelji, obično stanovnike samoga mjesta, dajući im povlasticu zastupljenosti. 
U razdoblju između prvog i drugog svjetskog rata Svetvinčenat se nalazi pod talijanskom vlašću, i tada dolazi do izražaja naglašeni nacionalizam koji će favorizirati veleposjednike kao i u austrijskom razdoblju, i tako potencirati etničku nejednakost stanovništva. 
Porazom Osovine i uspostavom Socijalističke Jugoslavije situacija se preokrenula. 
Tada dolazi do egzodusa mnogih talijanskih i istro-venetskih obitelji. 
Stiže se tako do devedesetih godina od kada se, nakon raspada Jugoslavije, državni suverenitet ovog prostora ostvaruje kroz novostvorenu Republiku Hrvatsku.

## Poznate osobe
- Miroslav Bulešić, hrvatski svećenik i mučenik

## Spomenici i znamenitosti
- Dvorac Morosini-Grimani
- Kaštel Grimani
- Gradska loža

Kaštel Grimani
Preko gotovo cijele sjeverne strane gradskoga trga proteže se kameni kaštel Grimani, najsačuvaniji u Istri i najveća građevina u Svetvinčentu koja je već stoljećima simbol samog mjesta. Prva tvrđava je bila sagrađena još početkom 13. stoljeća, no burne godine ratovanja su za posljedice imale često uništavanje, pa zatim obnavljanje i promjenu izgleda kaštela, a osim izgleda mijenjali su se i vlasnici posjeda. Nakon biskupa, obitelji Castropola i obitelji Morosini, vlasnikom kaštela postaje patricijska venecijanska obitelj Crimani di San Luca. Sadašnji oblik građevina dobiva 1589. godine, kada Marino Grimani obnavlja spaljeni kaštel po nacrtu venecijanskih arhitekata Scamozzija i Campagne.
Kaštel je danas jedna od najznačajnijih mletačkih gradnji tog vremena u Istri. Na tri ugla smjestile su se tri kule, a na četvrtom uglu nalazi se palača sa sobama za gospodu i stanom kapetana. S tih su kula bila nadzirana sva četiri ulaza u grad. Kule su povezane bedemima koji izvana pri dnu imaju i potporni zid, a unutra po cijeloj dužini balkon s kojeg su stražari motrili kroz otvore puškarnica. Na vratima je, osim pokretnog mosta, postojala je i velika rešetka za spuštanje. Iznad ulaza nalaze se grb kaštela - sadašnji grb Svetvinčenta, te grb obitelji Grimani di San Luca.
U unutrašnjosti kaštela nalazilo se: široko dvorište, stan upravitelja mjesta, skladište za javna davanja i municiju, oružarnica, prostorije za 200 mušketira i kopljanika, te vrlo siguran zatvor koji je bio smješten pod zemljom. U 19. stoljeću obitelj Grimani prepušta kaštel biskupima, a oni ga početkom ovog stoljeća prepuštaju općini. Krajem drugog svjetskog rata kaštel je bio još jednom spaljen.
Gradska loža
Na južnom dijelu gradskoga trga nalazi se gradska loža s otvorenim trijemom i arkadama. Gradska loža otvara se jednim ulazom trijema prema trgu, a drugim ulazom otvorena je prema sporednoj ulici. 
Gradski trg
Svetvinčentski trg,  pučkog naziva Placa, u velikom dijelu sačuvao je autentični renesansni izgled, a obilježavaju ga skladne arhitektonske proporcije i jednostavnost. Trg trapezoidnoga tlocrta okružen je kaštelom s kulama i palačom, župnom crkvom Marijina navještenja, gradskom ložom te nizom renesansnih kuća iz 16. stoljeća, a u središtu se nalazi gradska šterna (cisterna) u klesanom kamenu, sagrađena 1808. godine od priloga puka. 
U samom Svetvinčentu postoji pet dobro sačuvanih crkava:
- Crkva sv. Vincenta
- Crkva Navještenja Marijina
- Crkva sv. Antuna Opata
- Crkva sv. Roka
- Crkva sv. Katarine

Crkva sv. Vincenta
Crkva sv. Vincenta nekoć je bila opatijska i župna crkva, a potječe iz 12. stoljeća. Jednobrodna crkva s tri apside u svojoj unutrašnjosti ima tri sloja zidnih fresaka, među kojima je i najopsežniji istarski ciklus romaničkih fresaka pod bizantskim utjecajem s kraja 13. stoljeća, rad majstora Ognobenusa Trevisanusa. 
Crkva Navještenja Marijina
Na istočnom dijelu gradskoga trga nalazi se župna crkva Navještenja Marijina, građena početkom 16. stoljeća iz domaćeg klesanog kamena. Iako se još ne zna točno vrijeme nastanka crkve, a ni ime arhitekta, po nekim sličnim arhitektonskim detaljima izvedenim u Istri može se zaključiti kako je njezina gradnja počela najkasnije krajem 15. stoljeća, te je dovršena do 1529. godine kada umire Pietro Morosini, glava mletačke obitelji čiji se inicijali nalaze na grbovima isklesanim na pročelju crkve. Arhitekt je nesumnjivo bio venecijanskog podrijetla, što se zaključuje s obzirom na prostornu organizacije široke jednobrodne crkve: zaključena je dubokim jednoapsidalnim svetištem s uokvirenim istaknutim trijumfalnim lukom, čime se izravno oslanja na franjevačku crkvu San Giobbe u Veneciji (1470), dok se u standardiziranom repertoaru jednostavne arhitektonske dekoracije uočavaju jasni utjecaji kasne klesarske radionice Pietra Lombarda. U unutrašnjosti crkve pet je mramornih oltara s oltarnim slikama koje pripadaju venecijanskoj školi. Osobito su vrijedna dva oltara: oltar sv. Viktorije koji je djelo Palma Mlađega, sa slikom koja prikazuje Majku Božju s anđelima, sv. Sebastijana i sv. Roka,  te glavni oltar sa slikom Navještenja, autora Giuseppea Porta-Salvatija, koji su dali izgraditi Grimani. U crkvi se štuje tijelo sv. Viktorije koje je preneseno u Svetvinčenat iz Rima 1669. godine.
Crkva sv. Antuna Opata
Odmah do gradskoga trga nalazi se crkva sv. Antuna Opata. Ova crkva s preslicom nepravilnog je tlocrta i pripada gotičkoj pučkoj arhitekturi. U unutrašnjosti crkve nalazi se drveni kip sveca, rad domaćeg majstora iz 14. stoljeća. 
Crkva sv. Roka
Crkva sv. Roka iz 1622. godine nalazi se u sjeverozapadnom dijelu Svetvinčenta i predstavlja tip srednjovjekovne istarske arhitekture. 
Crkva sv. Katarine
Crkva posvećena svetoj Katarini nalazi se na istočnom izlazu iz mjesta (Svetvinčenta?) i primjer je pučke romanike u Istri. Datira se u 14. stoljeće, a oslikana je freskama s početka 15. stoljeća.

## Obrazovanje
Na području općine Svetvinčenat djeluju dvije matične osnovne škole. U Svetvinčentu OŠ Svetvinčenat, a Juršićima OŠ Juršići. U Svetvinčentu djeluje i predškolska ustanova Balončić. Inače na području ove općine postoji nekoliko zgrada starih škola i to u Štokovcima, Bokordićima, Režancima i Smoljancima.

## Kultura
U Svetvinčentu djeluje katedra Čakavskog sabora. 
Već se sedam godina za Dan općine, na lipanjsku Ivanju u tamošnjoj Žlinji podno kaštela Morosini-Grimani održava manifestacija Izbor najkoze. 
- Festival plesa i neverbalnog kazališta
- Istra Etno Jazz Festival (neko vrijeme se održavao i u ovom gradu)

Ujedno je poznata i po svojoj smotri istarskih suvenira koja se već dvije godine zaredom početkom rujna predstavlja kao Mrkat istrijanskega dela te posjetiteljima demonstrira vještine starih zanata.
U kontekstu djelovanja Čakavskog sabora, u novijoj kulturnoj povijesti Svetvinčenta ostali su zabilježeni i značajni književno-znanstveni događaji koje je sredinom osamdesetih godina 20. st. organizirala Istarska književna kolonija “Grozd”, osobito glasoviti međunarodni simpozij “Polemika na jugoslavenskom književnom poprištu” (1987.).

## Šport
- NK Smoljanci Sloboda

## Vanjske poveznice
- Službene stranice Općine Svetvinčenat
- Službene stranice Turističke zajednice Općine Svetvinčenat